# Huta Raja Simanungkalit
Huta Raja Simanungkalit is een bestuurslaag in het regentschap Tapanuli Utara van de provincie Noord-Sumatra, Indonesië. Huta Raja Simanungkalit telt 830 inwoners (volkstelling 2010).